# 德文郡战争纪念碑
德文郡战争纪念碑（英語：Devon County War Memorial）位于西南英格兰德文郡郡治埃克塞特的埃克塞特座堂绿地，是埃德温·鲁琴斯爵士设计的第一次世界大战纪念建筑。除此之外，鲁琴斯还设计过14个类似的战争十字碑，其中只有约克市战争纪念碑像德文郡纪念碑一样，是受委託建於城市的民間十字碑。
德文郡最早的一战纪念建筑提议是在埃克塞特座堂修建回廊，但项目因资金不足夭折。审核多项提案后，德文郡战争纪念委员会聘请鲁琴斯设计战争十字碑，并在考察多个地点后决定把纪念碑放在埃克塞特座堂绿地。与此同时，埃克塞特也在考虑增加战争纪念建筑，但负责两个项目的委员会未能携手合作，所以最终有两个纪念碑落成，另一个是位于诺森海花园的埃克塞特战争纪念碑。
纪念建筑采用简单的十字碑形式，用达特穆尔采石场采集的一大块花岗岩雕凿而成。十字碑位于埃克塞特座堂西侧，与祭坛对齐，下方是有三个台阶的花岗岩底座。1921年5月16日，威尔士亲王为纪念碑揭幕。20世纪70年代的考古发掘后，座堂附近经改建在纪念碑和座堂之间新增礼仪走道。德文郡战争纪念碑是II*级登录建筑，也是鲁琴斯战争纪念建筑“国家收藏”的一分子。从2015年开始，鲁琴斯设计的所有英格兰纪念建筑都已列入国家遗产保护。

## 背景
第一次世界大战结束后，英国各地涌现成千上万的战争纪念建筑，这些纪念物的设计者以建筑师埃德温·鲁琴斯爵士最富盛名，英格兰历史建筑暨遗迹委员会（Historic England）称赞他是“所在世代具有领导地位的英国建筑师”。一战爆发前，鲁琴斯就通过给有钱人设计乡村别墅成名，埃克塞特西部的德罗戈城堡（Castle Drogo）就是他的作品。战后他投入大部分时间设计战争伤亡人士纪念建筑，是帝国战争墓地委员会（Imperial War Graves Commission）的三名主要建筑师之一，为英国各地城镇和村庄设计大量战争纪念物，甚至其他英联邦国家和地区也有他的作品。伦敦白厅第一次世界大战阵亡将士纪念碑是鲁琴斯最有名的作品，也是英国休战纪念星期日活动焦点。
1920至1925年间，鲁琴斯共设计15个类似的战争十字碑，德文郡纪念碑便是其一。这些十字碑大多是小村庄委托鲁琴斯设计，只有德文郡和约克市战争纪念碑是由城市方委托，属城市公民纪念碑。

## 构想和委托

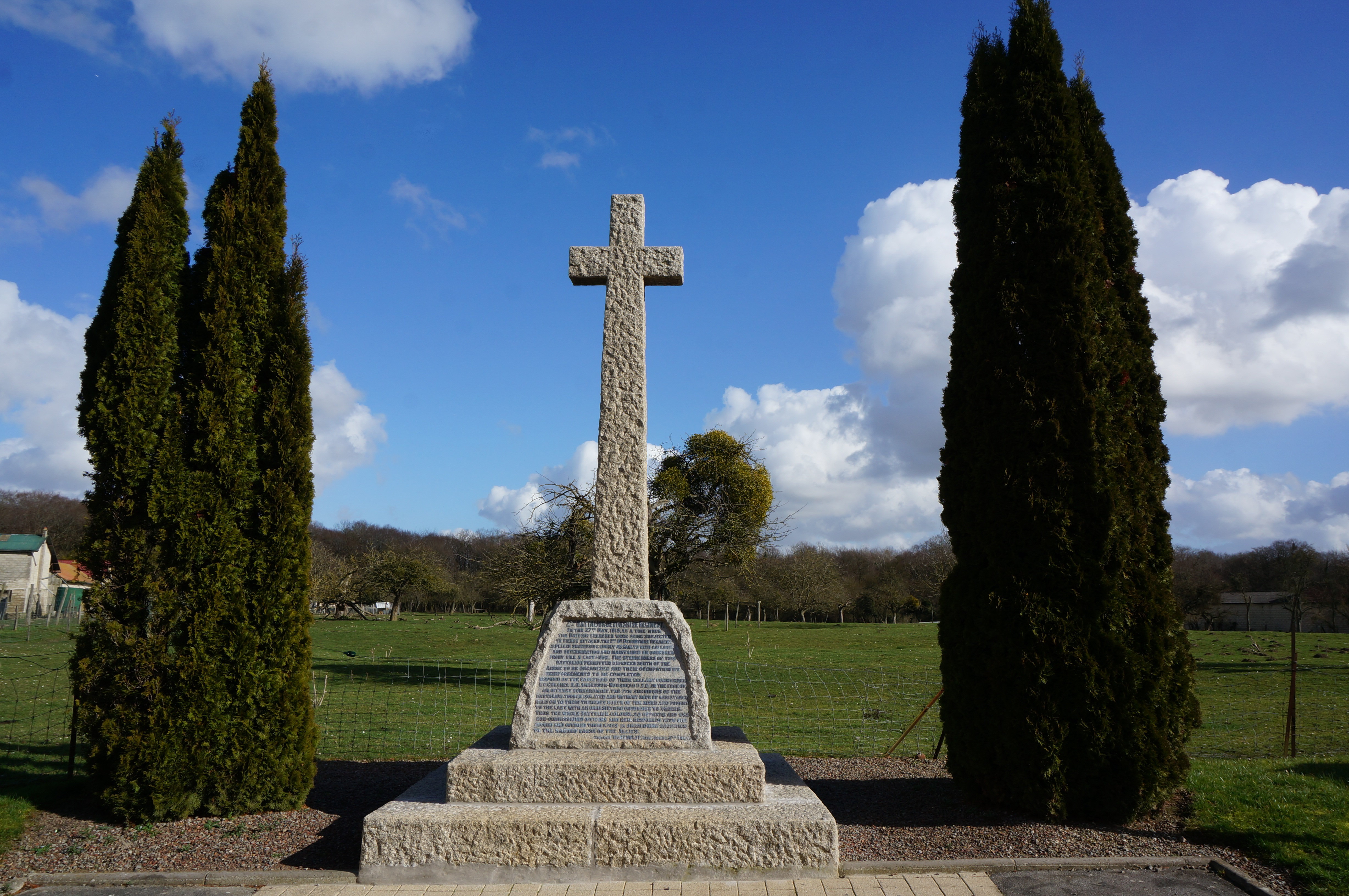
位于蓬塔韦尔旁林城的德文郡第二纪念碑是在德文郡战争纪念委员会赞助下建成

1918年12月，康边停战协定签署仅一个月后，埃克塞特座堂主任牧师率先提议在座堂内修建回廊作为战争纪念馆，其中可能还包含纪念碑，但项目因资金不足在1919年初夭折。此后，为皇家德文郡和埃克塞特医院（Royal Devon and Exeter Hospital）新建翼楼的消息引来当地媒体注意。事实证明，修建战争纪念建筑的提议极具争议，英国退伍军人联合会（National Federation of Discharged and Demobilized Sailors and Soldiers）地方分会主席就认为，应该用有限的资金照顾幸存退伍军人，谴责新建纪念建筑纯属“浪费钱做无用功”。德文郡议会（Devon County Council）组建战争纪念委员会，第四代福特斯库伯爵休·福特斯库（Hugh Fortescue, 4th Earl Fortescue）主持审核23项方案，其中多个是公众提案。
委员会的经费来源主要靠公众捐款，但德文郡许多社区都准备自建战争纪念物，所以郡委员会不可能筹到很多钱。不过，他们还是决心要为该县的战争往生者新建某种纪念物，只要格调优雅，哪怕结构简单些也好。1920年，委员会聘请鲁琴斯并选中战争十字碑设计方案。对于纪念碑地点，委员会曾考察该郡南部的哈尔顿山（Haldon Hills），以及达特穆尔的考桑德灯塔（Cawsand Beacon）等地，初步相中的位置是位于郡治埃克塞特的埃克塞特座堂外苑，最终选定的主要原因是无论正街还是步行商业区都能看到纪念碑。委员会还用剩下的经费赞助法国蓬塔韦尔旁林城修建的纪念碑，用于纪念第三次埃纳河战役期间投入血战的德文郡团第二营。
埃克塞特共有两个主要战争纪念碑，另一个是位于诺森海花园（Northernhay Gardens，原鲁格蒙特城堡所在地）的埃克塞特战争纪念碑（Exeter City War Memorial）。埃克塞特座堂有纪念德文郡团（Devonshire Regiment）和威塞克斯野战救护车队（Wessex Field Ambulance）的建筑。埃克塞特战争纪念碑由埃克塞特市议会（Exeter City Council）授权的委员会竖立，据委员会主席詹姆斯·欧文爵士（Sir James Owen）透露，市委员会曾提议与郡委员会合作，但对方“当面咣地一声就把门关了”；福特斯库伯爵声称，市委员会只管自顾自地搞项目，压根儿就没和郡里商量。两个委员会都想主导德文郡主要纪念建筑的设计，不愿放权，对方只管给钱，导致埃克塞特建起两座战争纪念碑。

## 历史和设计

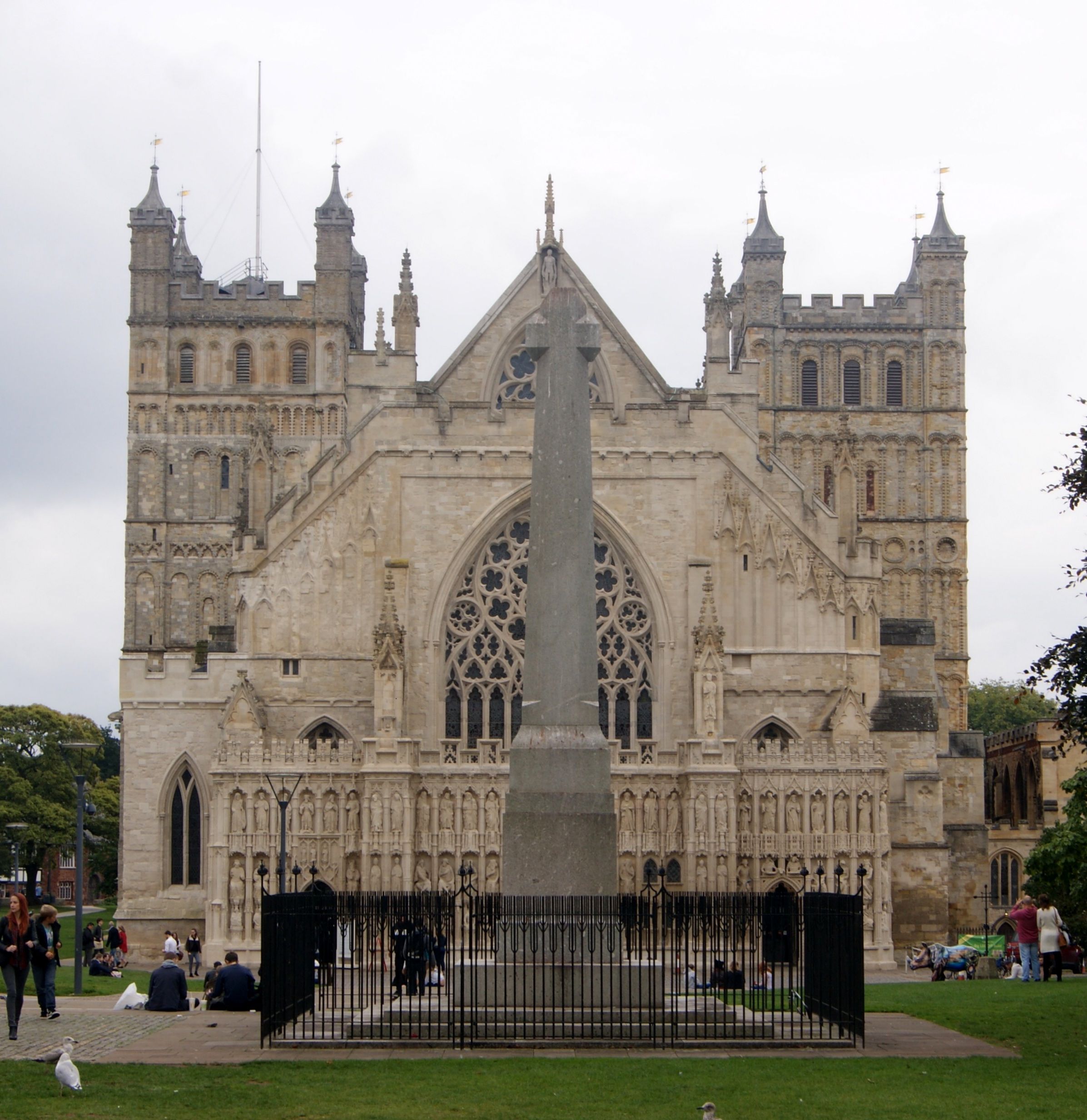
纪念碑和埃克塞特座堂

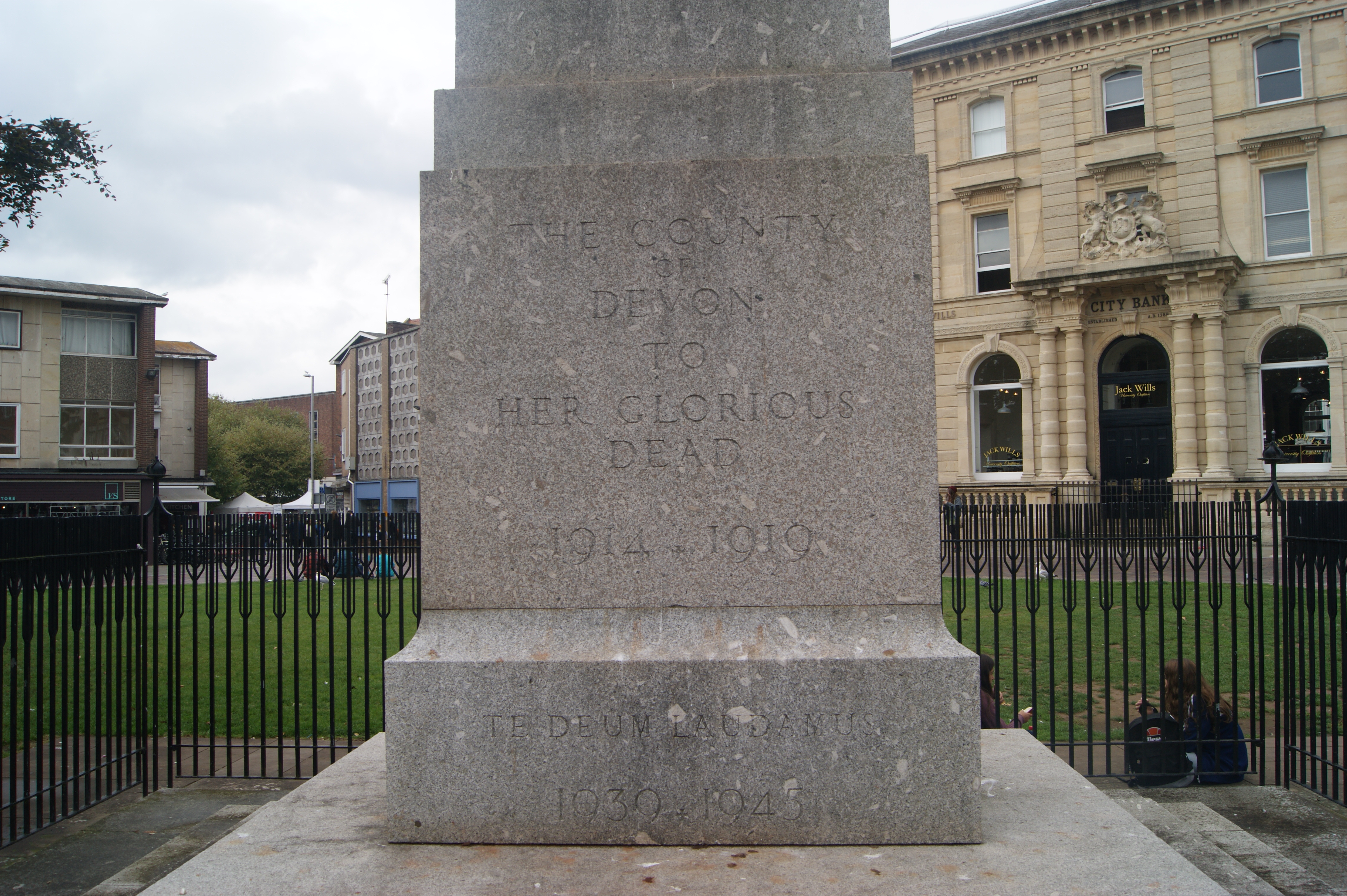
底座铭文

纪念碑建设在设计方案敲定后开始，十字碑位于埃克塞特座堂西侧，与祭坛对齐。据历史学家黑泽尔·哈维（Hazel Harvey）记载，纪念碑“面朝东方，与座堂中殿和祭坛位于一线”。十字碑东南面是埃克塞特圣马利亚大教堂（church of St Mary Major, Exeter）的尖顶金属十字碑，该教堂在1971年拆除。
纪念碑主体是9.1米高的花岗岩十字碑，由鲁琴斯从达特穆尔采石场买到的最大一块花岗岩雕凿而成。十字碑横截面是扁平的六边形，呈下粗上细的倒角结构，顶端收拢成型。下面先有三层基座，再是有三个台阶的矩形底座，与鲁琴斯设计的许多纪念建筑相同。基座中间刻有铭文“ / 1939–1945”（“德文郡向光荣的往生者致敬/1914–1919/神，我赞美你/1939–1945”）。设计师在十字碑完成后评价“它结构简单、混然一体、线条细腻，代表劳动、关心和思考……相信它能永世长存”。
1921年5月16日，威尔士亲王（之后的英国国王爱德华八世）为纪念碑揭幕，鲁琴斯出席仪式。福特斯库伯爵在现场演说时称，估计全郡有1.16万人在一战中阵亡。他后来还称，德文郡约有6.37万人参军，其中包括8000正规军，3.67万志愿者和1.9万义务兵。往生者的姓名记载在荣誉书卷上，共一式三份。除威尔士亲王放进纪念碑基座空心夹层的一份外，埃克塞特座堂和市议会各保留一份。当地居民对威尔士亲王到访颇感兴奋，成千上万的居民在街上向他的车队致意，正街许多商店挂出印有欢迎语句的横幅。为纪念碑揭幕后，爱德华八世还在当地逗留十天。
1971年，埃克塞特座堂绿地西部经考古发掘发现包括浴场在内的几座罗马建筑遗迹，虽因缺乏保护资金重新掩埋，但已定为古迹。1974年，杰弗里·杰里科爵士（Sir Geoffrey Jellicoe）在纪念碑和座堂间设计礼仪走道，并在1976年古迹经过进一步发掘后实施。礼仪走道包括座堂西侧的前院广场，经过多道宽而矮的台阶连接纪念碑平台，从视觉上直接把十字碑和祭坛对齐，同时强调纪念碑与座堂的联系。1979年，基座新增铭文，标出第二次世界大战的起止年份。纪念碑落成后面临蓄意破坏和反社会行径干扰，为此当局于2006年在周围新增金属栏杆，作家蒂姆·斯凯尔顿（Tim Skelton）对此感到可悲。
2009年4月16日，德文郡战争纪念碑和礼仪走道因其特殊建筑和历史价值入选II*级登录建筑，未经授权拆除或修整都将受法律惩处。2015年11月，为纪念第一次世界大战100周年，鲁琴斯所有的战争纪念建筑都入选“国家收藏”。他在英格兰各地设计的44个独立纪念碑如今均已入选英格兰国家遗产名录（National Heritage List for England）。

## 脚注
1. 1 2 3 4 5 6 7 8  NHLE.
2. 1 2 3 4 5 6  Harvey, p. 171.
3. ↑  Skelton, p. 112.
4. ↑  Gray, p. 109.
5. ↑  Gray, pp. 103–105.
6. 1 2  Parker, p. 125.
7. ↑  Gray, p. 105.
8. 1 2  Parker, p. 127.
9. ↑  Parker, pp. 128–129.
10. ↑  Gray, p. 106.
11. ↑  Gray, p. 108.
12. ↑  St Mary Major – Cathedral Yard.
13. 1 2  Meller, pp. 22–23.
14. ↑  War Memorial: County of Devon.
15. ↑  Skelton, p. 75.
16. ↑  Harvey, pp. 171–172.
17. 1 2  Bidwell, pp. vii, 22–24.
18. ↑  Excavation plans for Exeter's Roman Baths.
19. ↑  Part of the Roman town of Exeter, beneath Cathedral Green.
20. ↑  Pevsner, p. 410.
21. ↑  The Devon War Memorial.
22. ↑  Skelton, p. 168.
23. ↑  Showcase result: Devon County.
24. ↑  National Collection of Lutyens' War Memorials Listed.